# Erik Ellington
Pour les articles homonymes, voir Ellington.
Erik Ellington (né le 9 août 1977 à Anchorage en Alaska aux États-Unis.) est un skater professionnel américain.

## Biographie
Il a ridé pour Zero Skateboards au début de la marque, puis rida pour la marque Baker Skateboards jusqu'en 2008 pour enfin créer la marque Deathwish skateboards avec Jim Greco.
Il a aussi déjà travaillé pour Emerica avec Andrew Reynolds, mais, par la suite, il s'est joint à Supra FootWear, (cette marque a été créée par Krew qui est aussi un sponsor de Erik Ellington).
Il fait partie du groupe Piss Drunk avec Ali Boulala, Dustin Dollin, Andrew Reynolds et Jim Greco.
Il apparait dans les vidéos de skate Thrill Of It All (1997) avec Jamie Thomas et Matt Mumford, Baker Bootleg (1998) avec Andrew Reynolds et Ali Boulala, Misled Youth (1999) avec Jamie Thomas et Matt Mumford, Emerica - This Is Skateboarding (2003) avec Andrew Reynolds et Ed Templeton, Baker 3 (2005) avec Andrew Reynolds et Brian Herman et Baker Has A Deathwish (2008) avec Andrew Reynolds et Dustin Dollin
Il vit actuellement[Quand ?] à Hollywood en Californie. Il est marié et père d'un petit garçon. Sa femme s'appelle Lucianna et son fils s'appelle Julius Luther.